# Schirgiswalde-Kirschau
Schirgiswalde-Kirschau (hornolužickosrbsky Šěrachow-Korzym) je město v Horní Lužici ve východní části německé spolkové země Sasko. Nachází se v zemském okrese Budyšín na horním toku Sprévy a má přibližně 6 000 obyvatel.

## Historie
První zmínka o městě Schirgiswalde je z roku 1346. Po třicetileté válce bylo město z velké části zničeno a vylidněno. Když Horní Lužice v roce 1635 připadla Sasku, zůstalo Schirgiswalde českou enklávou v Sasku. Z toho důvodu bylo Schirgiswalde jako celé Čechy rekatolizováno. Existovala zde papírna. Českou enklávou zůstalo až do roku 1809. Mezi lety 1809 až 1845 nepatřilo ani Čechám, ani Sasku. V tomto období bylo „svobodnou republikou“. V této době založili Schirgiswaldští městskou republiku, ta byla nazývána „saským Monakem“ a byla rájem hazardních hráčů, dezertérů a pašeráků. Od roku 1845 patřilo Schirgiswalde Sasku. Doba mezi rokem 1809 a 1845 je zdokumentována ve Vlastivědném muzeu Carla Swobody, založeném v roce 1924.
Město s názvem Schirgiswalde-Kirschau vzniklo 1. ledna 2011 připojením dosud samostatných obcí Kirschau (Korzym) a Crostau (Chróstawa) k městu Schirgiswalde.

## Správní členění
Město Schirgiswalde-Kirschau se dělí na 12 místních částí:
- Bederwitz
- Callenberg
- Carlsberg
- Crostau
- Halbendorf im Gebirge
- Kirschau
- Kleinpostwitz
- Neuschirgiswalde
- Rodewitz/Spree
- Schirgiswalde s Petersbachem
- Sonnenberg
- Wurbis

## Galerie

### Místní architektura

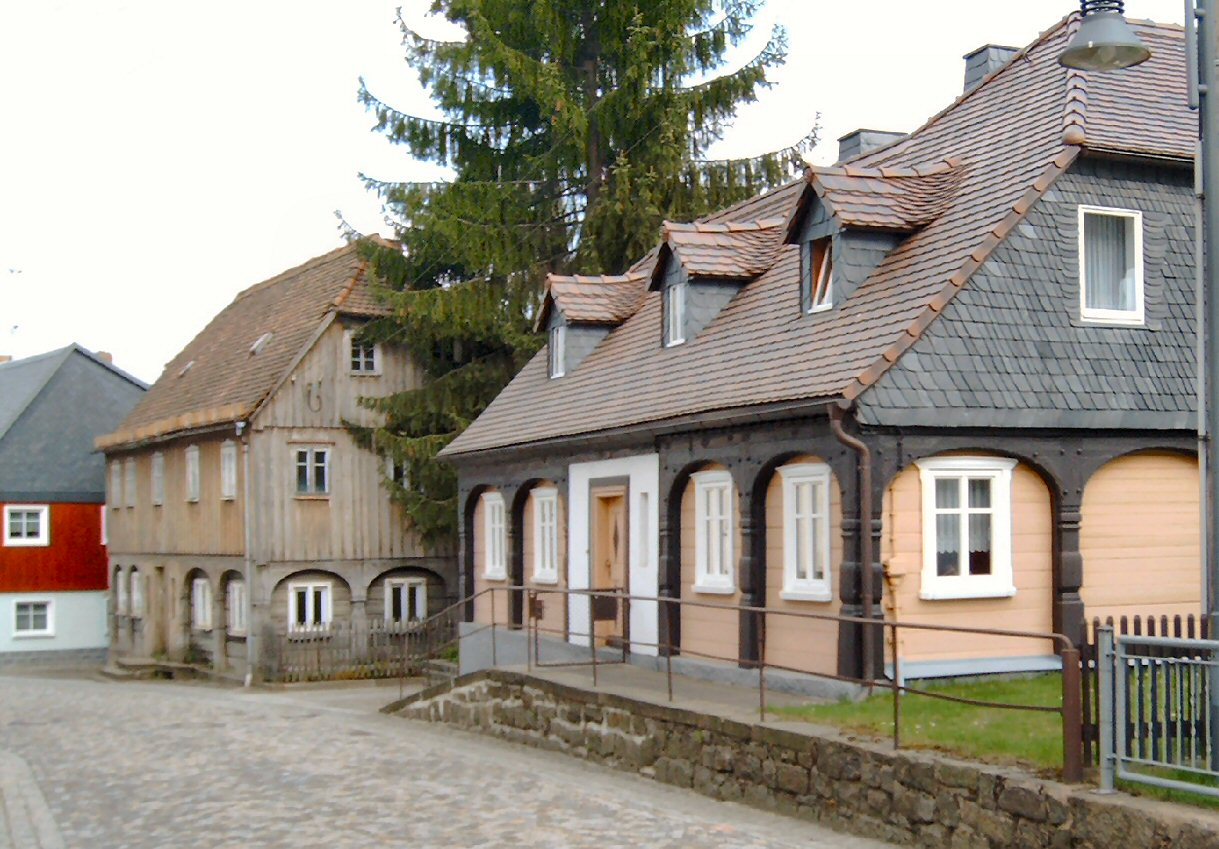
Schirgiswalde-Kirschau
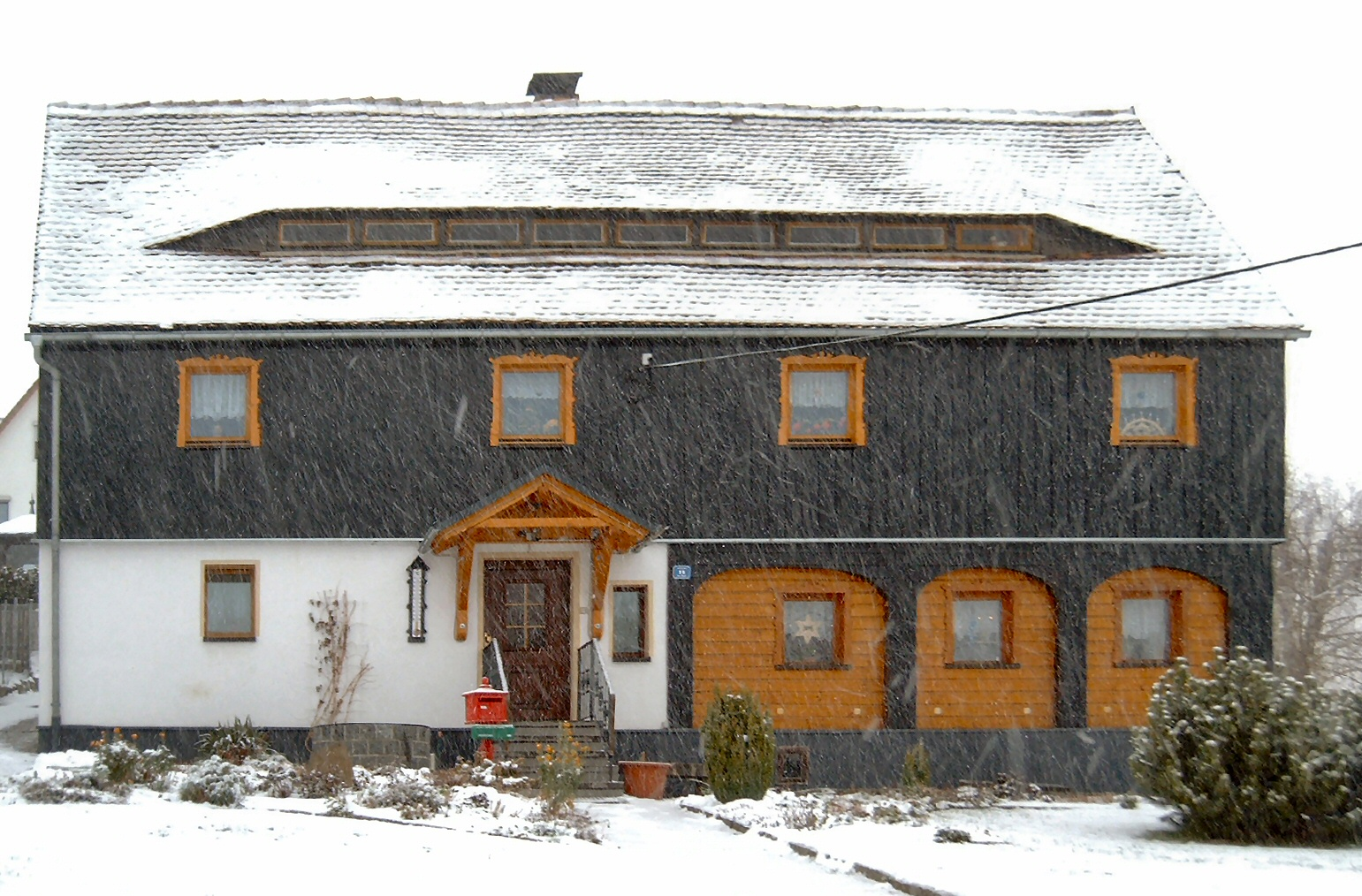
Schirgiswalde-Kirschau
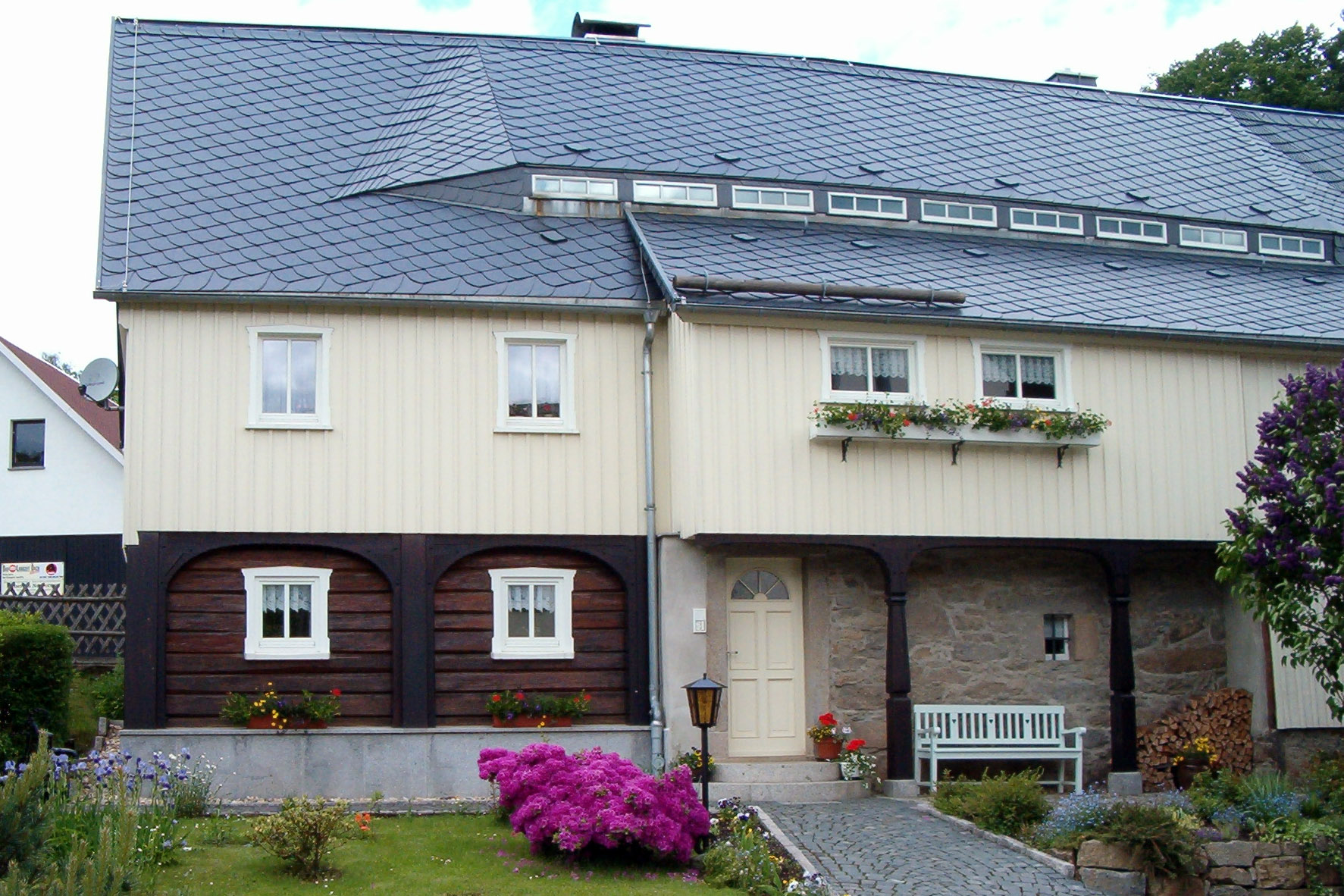
Schirgiswalde-Kirschau
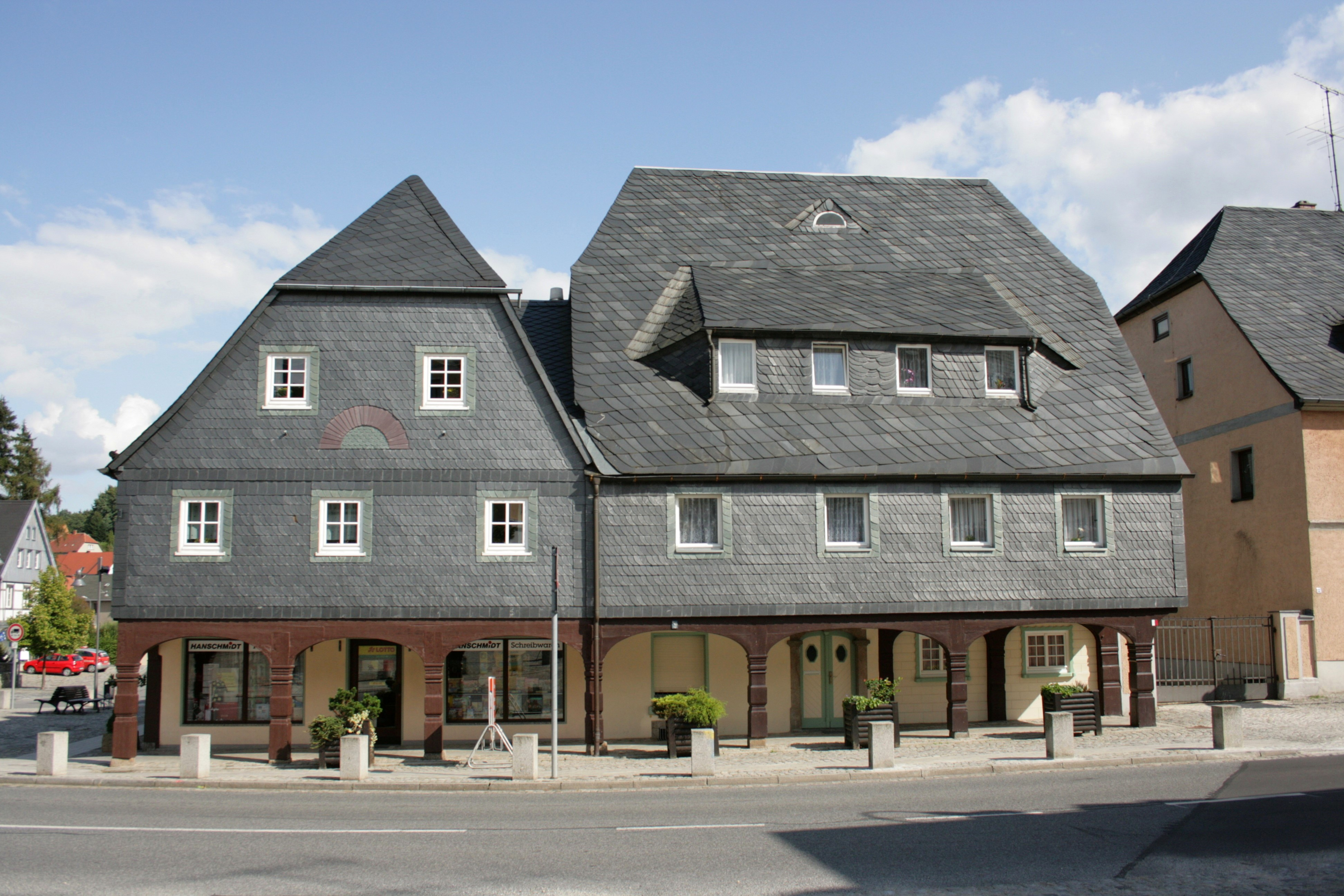
Schirgiswalde-Kirschau
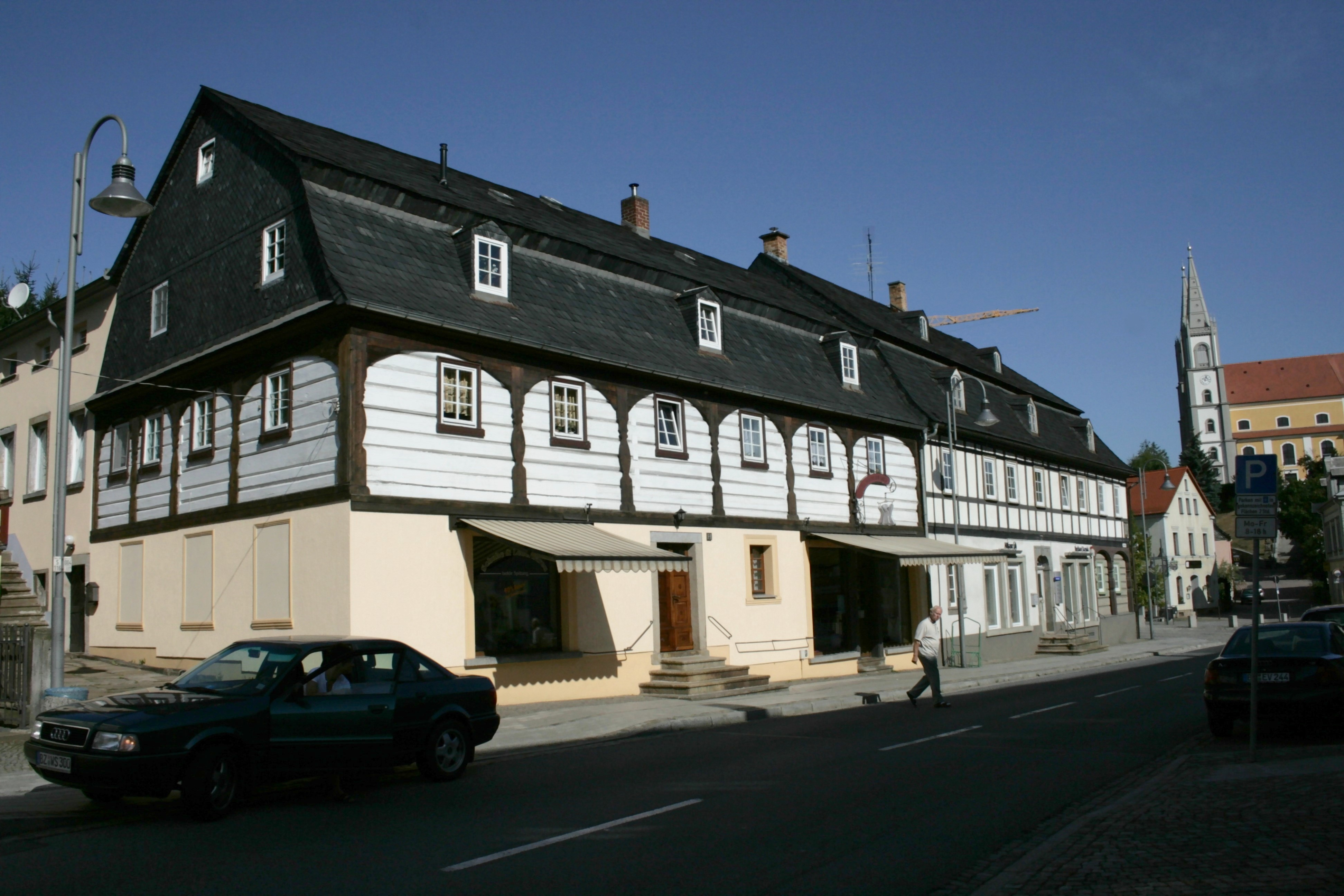
Schirgiswalde-Kirschau
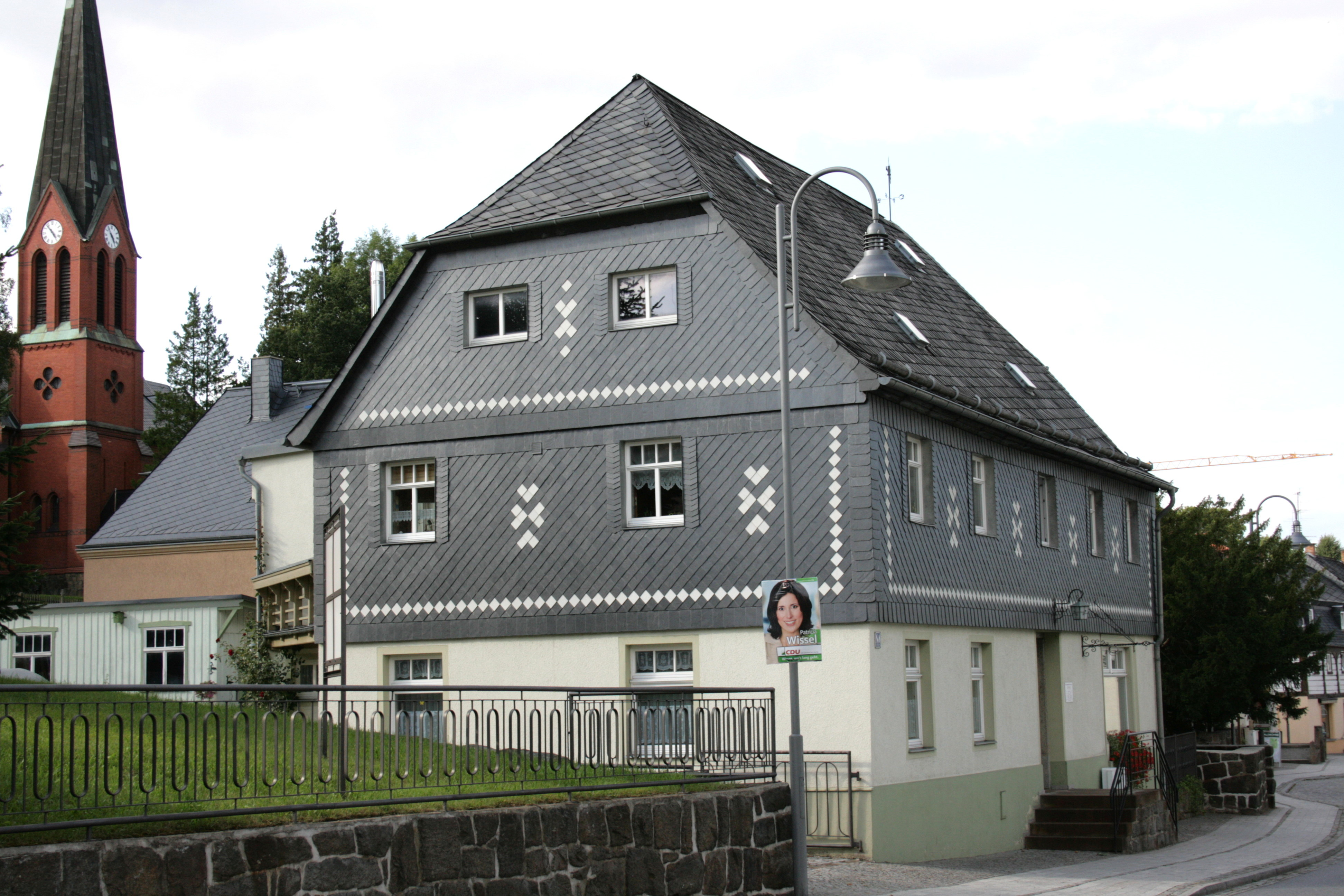
Schirgiswalde-Kirschau
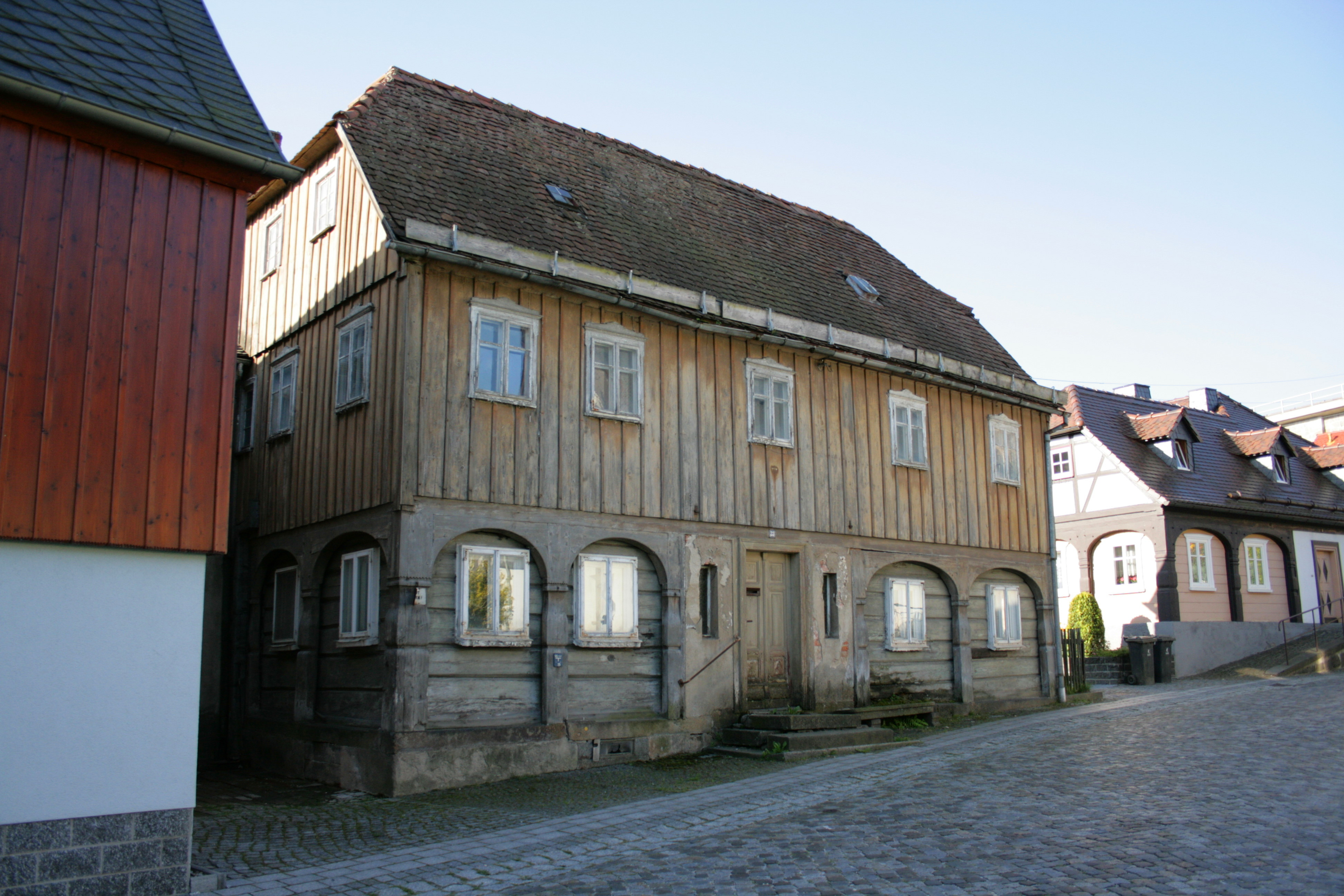
Schirgiswalde-Kirschau
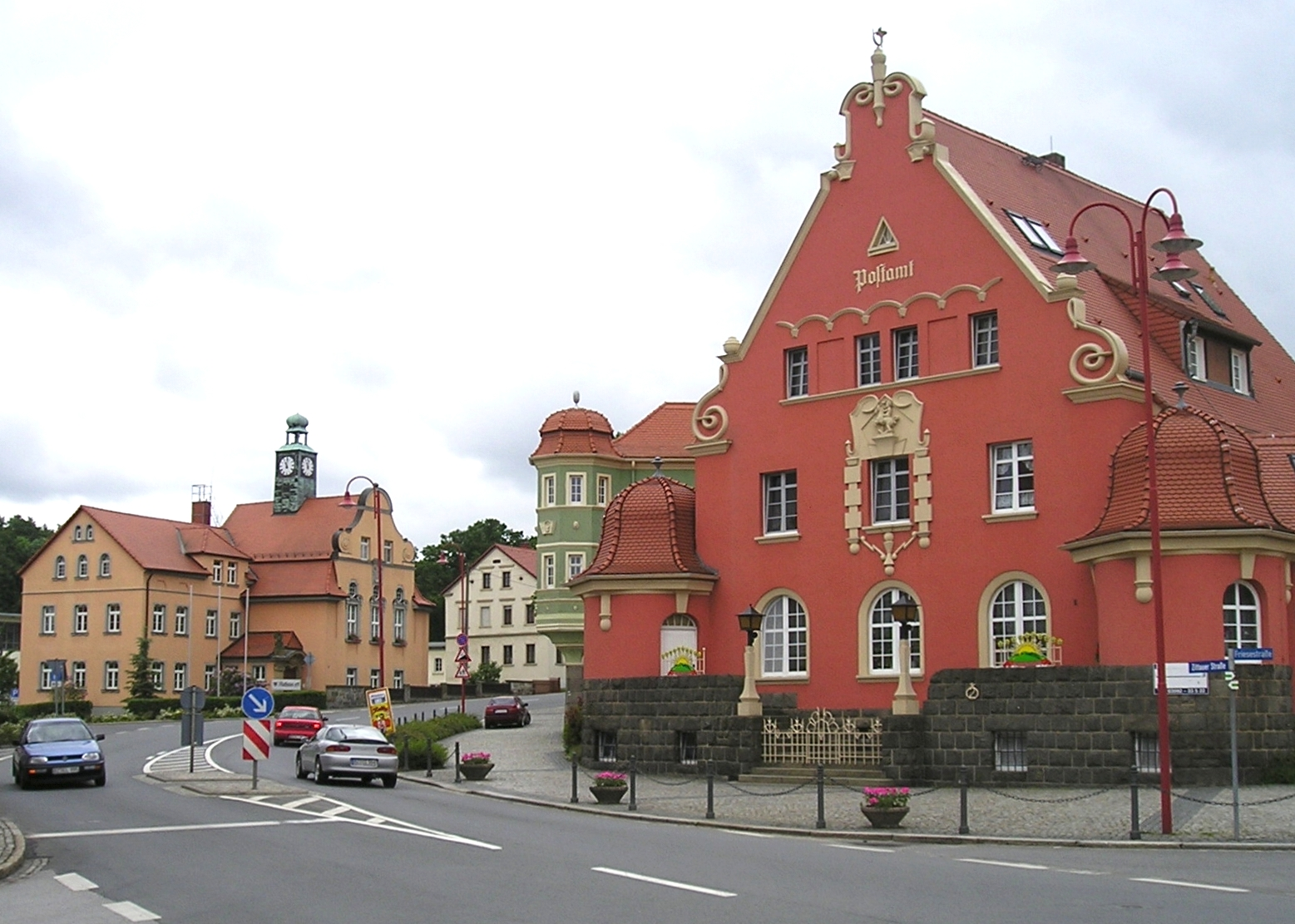
Schirgiswalde-Kirschau